# Alexandru Maxim
Alexandru Iulian Maxim (Piatra Neamț, Rumania, 8 de julio de 1990) es un futbolista rumano que juega como centrocampista en el Gaziantep F. K. de la Superliga de Turquía.

## Trayectoria
En enero de 2014 fichó por el VfB Stuttgart.

## Clubes
| Club                     | País     | Año       | Partidos | Goles |
| ------------------------ | -------- | --------- | -------- | ----- |
| R. C. D. Espanyol "B"    | España   | 2009-2010 | 26       | 0     |
| C. F. Badalona           | España   | 2010-2011 | 5        | 0     |
| C. S. Pandurii Târgu Jiu | Rumania  | 2011-2013 | 48       | 9     |
| VfB Stuttgart            | Alemania | 2013-2017 | 131      | 17    |
| 1. FSV Maguncia 05       | Alemania | 2017-2020 | 56       | 5     |
| Gaziantep F. K. (cedido) | Turquía  | 2020      | 15       | 7     |
| Gaziantep F. K.          | Turquía  | 2020-     | 175      | 46    |
| Beşiktaş J. K. (cedido)  | Turquía  | 2023      | 11       | 0     |